# Bella da morire (brano musicale)
Bella da morire è un brano musicale degli Homo Sapiens, composta da Renato Pareti, Alberto Salerno, vincitore del Festival di Sanremo 1977, sono stati il primo gruppo a vincere al Teatro Ariston.
Il brano è stato inciso nel 45 giri Bella da morire/Dolce la sera.

## Musicisti
- Claudio Lumetta - batteria, voce;
- Marzio Mazzanti - basso, voce;
- Maurizio Nuti - chitarra, voce;
- Robustiano "Roby" Pellegrini - tastiere